# اترهم (كورنوال)
اترهم (بالإنجليزية: Otterham)‏ هي قرية و أبرشية مدنية تقع في المملكة المتحدة في إنجلترا.  يقدر عدد سكانها بـ 228 نسمة .